# Toys "R" Us
Toys "R" Us (логотип стилізований як Toys Я Us) — американська компанія, що спеціалізується на роздрібній торгівлі іграшками, одягом та іншими товарами для дітей. Компанія була заснована у 1948 році в місті Вашингтон. Мережа Toys "R" Us володіє понад 850 магазинами у США та 750 магазинами у 38 країнах світу.
Заснована Чарльзом П. Лазарусом в своєму сучасному вигляді в 1957 році, Toys "R" Us йде корінням до магазину дитячих меблів Лазаруса, який він заснував у 1948 році. Він додав в асортимент іграшки і, урешті-решт, сконцентрувався на них. Компанія присутня на ринку іграшок більше 65 років і володіє приблизно 800 магазинами у Сполучених Штатах і приблизно 800 — за межами США, хоча ці цифри з часом стабільно зменшуються.
Toys "R" Us розширилася до мережі магазинів, домінуючи в своїй ніші рітейлу іграшок. Представлений мультиплікаційним талісманом Жирафом Джеффрі з 1969 року, Toys "R" Us в результаті запустила магазини Babies "R" Us і нині неіснуючуй Kids "R" Us.
15 березня 2018 року британські магазини мережі були зачинені. Наступного дня, 15 березня 2018 було оголошення про закриття також і американської мережі магазинів (775 штук) та обговорювалася подальша доля канадських магазинів. Протягом квітня обговорювався продаж частини магазинів.
20 січня 2019 компанія вибралась з банкрутства як Tru Kids.

## Логотипи
Toys "R" Us мав завжди логотип із дзеркальною "R", щоб створити враження, що це написала дитина. Не слід плутати з кириличною буквою Я.

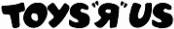
1976-2007 (США), 1985-травень 2008 (Велика Британія/Ірландія)
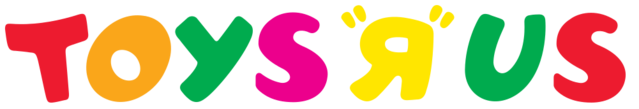
Цей логотип використовувався з 1985 по 1998 рік у Сполучених Штатах та у Великій Британії та Ірландії з 1988 по 1999 року. Цей логотип все ще можна побачити у багатьох старих магазинах.
Емблема використовується в Сполучених Штатах з 1998 до 2007 року.